# Glenaire
Glenaire – miasto w Stanach Zjednoczonych, w stanie Missouri, w hrabstwie Clay.